# Viva la Vida
〈Viva la Vida〉는 영국의 록 밴드 콜드플레이의 곡이다. 이 곡은 밴드 멤버 전원이 네 번째 스튜디오 음반인 《Viva la Vida or Death and All His Friends》 (2008년)을 위해 작곡했으며, 음반에서 두 번째 싱글로 발매되었다. 이 음반에서 이 노래는 바로 다음 곡인 〈Violet Hill〉에 수록된다.
이 곡의 가사는 역사적, 기독교적 참고 문헌을 담고 있으며, 곡은 디지털 가공 피아노와 일치하여 루핑 현악구간을 중심으로 만들어졌으며, 곡이 쌓이면서 점차 다른 층이 추가된다.
이 곡은 2008년 6월 13일, 음반의 두 번째 싱글로 발매되어 비평가들의 갈채와 상업적인 성공으로 데뷔하였다. 〈Viva la Vida〉는 영국 싱글 차트와 빌보드 핫 100의 1위에 올랐으며, 미국과 영국 양쪽에서 이 밴드의 첫 번째 1위 싱글이 되었다. 이 곡은 2009년 제51회 그래미상에서 올해의 노래상을 받았다. 이 곡은 미국에서 유료 다운로드 400만 건을 기록한 여섯 번째 곡이 되었다. 2014년까지 전 세계적으로 710만장 이상 팔렸고, 2013년 6월까지 미국에서만 6백만장 이상이 팔렸다.

## 배경
이 곡의 스페인어 제목인 〈Viva la Vida〉는 20세기 멕시코 화가인 프리다 칼로가 그린 그림에서 따왔다. 스페인어로 비바(Viva)는 어떤 사람이나 어떤 것을 찬미할 때 쓰는 표현이기 때문에, "인생 만세(Long Live Life)"는 정확한 번역이고 그림은 육체적으로 고통받는 동안 갈채하는 삶의 예술적 아이러니를 반영하고 있다. 리드 싱어 크리스 마틴은 프리다 칼로의 강인함, 손상된 척추, 10년간의 만성적인 고통을 언급하며 음반의 제목을 묻자 "그녀는 물론 많은 고통을 겪었고, 그 후 그녀의 집에서 'Viva la Vida'라고 적힌 큰 그림을 시작했다"고 말했다.
이 음반의 제작 기간 동안, 〈Viva la Vida〉는 그들이 어떤 버전을 선택해야 하는지에 대한 각 멤버들의 의견을 양극화시킨 곡들 중 하나였다. 마틴은 인터뷰에서 "우리는 꽤 다른 버전을 만들었고 집들을 좀 돌아다녔고 결국 그 치료법을 결정하게 되었다"고 회상했다.

## 뮤직 비디오
〈Viva la Vida〉의 공식 뮤직비디오는 하이프 윌리엄스가 감독을 맡았고 2008년 8월 1일 콜드플레이의 공식 홈페이지에서 초연되었다. 이 비디오는 밴드가 흐릿하고 뒤틀린 버전의 외젠 들라크루아의 그림 《민중을 이끄는 자유의 여신》에 맞서 공연하는 모습을 그리고 있으며, 밴드 멤버들은 장미 꽃잎으로 부서지고 있다. 이 동영상은 현재 유튜브 조회수 7억2800만 건을 기록하고 있다.
네덜란드 헤이그에서 안톤 코르빈 감독이 연출한 두 번째 얼터너티브 비디오가 촬영되어 첫 번째 비디오와 함께 공개되었다. 이 두 번째 버전은 디페쉬 모드의 〈Enjoy the Silence〉를 위한 코르빈의 비디오에 대한 찬사로, 크리스 마틴을 누구의 관점에서 노래하는 왕으로 묘사하고 있다. 비디오가 진행되는 동안 그는 들라크루아의 그림을 들고 다닌다. 마지막에 그는 언덕 꼭대기에 있는 하얀 노점에 그림을 걸어 놓는다. 그가 마지막 코러스를 부를 때, 그의 밴드 동료들은 〈Violet Hill〉 비디오에서 느슨한 끝을 묶으며 그의 길을 향해 가고 있다.

## 인증
| 국가                                                                                         | 인증        | 판매량/출하량 |
| -------------------------------------------------------------------------------------------- | ----------- | ------------- |
| 오스트레일리아 (ARIA)                                                                        | 플래티넘    | 70,000^       |
| 벨기에 (BEA)                                                                                 | 플래티넘    | 0*            |
| 브라질 (Pro-Música Brasil)                                                                   | 플래티넘    | 60,000*       |
| 덴마크 (IFPI Danmark)                                                                        | 2× 플래티넘 | 180,000       |
| 핀란드 (Musiikkituottajat)                                                                   | 골드        | 5,875         |
| 독일 (BVMI)                                                                                  | 골드        | 150,000^      |
| 이탈리아 (FIMI)                                                                              | 2× 플래티넘 | 100,000       |
| 뉴질랜드 (RMNZ)                                                                              | 골드        | 7,500*        |
| 폴란드 (ZPAV)                                                                                | 플래티넘    | 20,000*       |
| 스페인 (PROMUSICAE)                                                                          | 3× 플래티넘 | 120,000       |
| 스위스 (IFPI 스위스)                                                                         | 플래티넘    | 30,000        |
| 영국 (BPI)                                                                                   | 3× 플래티넘 | 1,800,000     |
| 미국 (RIAA)                                                                                  | 3× 플래티넘 | 6,940,000     |
| 벨소리                                                                                       |             |               |
| 캐나다 (뮤직 캐나다)                                                                         | 골드        | 5,000^        |
| *판매량을 기반으로 한 인증 · ^출하량을 기반으로 한 인증 · 판매량+스트리밍을 기반으로 한 인증 |             |               |